# Johan Ernst III van Saksen-Weimar
Johan Ernst III van Saksen-Weimar (Weimar, 22 juni 1664 - aldaar, 10 juni 1707) was van 1683 tot aan zijn dood hertog van Saksen-Weimar. Hij behoorde tot de Ernestijnse linie van het huis Wettin.

## Levensloop
Johan Ernst III was de tweede zoon van hertog Johan Ernst II van Saksen-Weimar en diens echtgenote Christina Elisabeth, dochter van hertog Johan Christiaan van Sleeswijk-Holstein-Sonderburg. Samen met zijn oudere broer Willem Ernst ging hij in 1676 studeren aan de Universiteit van Jena.
Na de dood van zijn vader in 1683 erfde hij samen met zijn broer Willem Ernst het hertogdom Saksen-Weimar. De broers moesten gezamenlijk regering omdat in Saksen-Weimar het eerstgeboorterecht niet gold. Op het moment van hun troonsbestijging waren de broers officieel nog minderjarig, maar hun vader had in zijn testament bepaald dat Johan Ernst III en Willem Ernst onmiddellijk volwassen verklaard moesten worden. Keizer Leopold I ging daarmee akkoord.
Johan Ernst III was alcoholverslaafd en weinig in de regeringszaken geïnteresseerd. Zijn broer slaagde er al snel in om Johan Ernst buitenspel te zetten en tot aan zijn dood in 1707 had hij nauwelijks politieke invloed. Na meerdere conflicten over de gezamenlijke geldinkomsten had hij de laatste jaren van zijn leven opnieuw een nauwere relatie met Willem Ernst.
Johan Ernst leefde teruggetrokken in het Rode Slot van Weimar, waar hij in juni 1707 kort voor zijn 43ste verjaardag overleed. Hij werd bijgezet in de Slotkerk van Weimar, maar zijn lichaam werd later overgebracht naar de Vorstelijke Crypte op het kerkhof van Weimar.

## Huwelijken en nakomelingen
Op 11 oktober 1685 huwde hij met zijn eerste echtgenote Sophia Augusta (1663-1694), dochter van vorst Johan VI van Anhalt-Zerbst. Ze kregen vijf kinderen:
- Johan Willem (1686-1686)
- Ernst August I (1688-1748), hertog van Saksen-Weimar en Saksen-Weimar-Eisenach
- Eleonora Christiane (1689-1690)
- Johanna Augusta (1690-1691)
- Johanna Charlotte (1693-1751)

Op 4 november 1694 huwde Johan Ernst met zijn tweede echtgenote Charlotte (1672-1738), dochter van landgraaf Frederik II van Hessen-Homburg. Ze kregen vier kinderen:
- Karel Frederik (1695-1696)
- Johan Ernst (1696-1715), titelvoerend hertog van Saksen-Weimar en componist
- Maria Louise (1697-1704)
- Christina Sophia (1700-1701)